# Eigersund
Eigersund este o comună din provincia Rogaland, Norvegia.